# لوكاس سوتيرو
لوكاس سوتيرو هو لاعب كرة قدم برازيلي في مركز الوسط، ولد في 21 مايو 1991 في ناتال في البرازيل. لعب مع أتلتيكو باراناينسي ودينامو مينسك ونادي فيغورينسي.

## وصلات خارجية
- لوكاس سوتيرو على موقع قاعدة بيانات كرة القدم.إي يو (الإنجليزية)
- لوكاس سوتيرو على موقع Soccerway.com (الإنجليزية)